# Ferenc Sipos
Ferenc Sipos, född 13 december 1932, död 17 mars 1997 i Budapest, var en ungersk fotbollsspelare. Under sin karriär spelade han främst för MTK Budapest och Budapest Honvéd. För Ungerns landslag gjorde Sipos 77 landskamper och deltog i tre VM-slutspel och ett EM-slutspel.

## Meriter
MTK Budapest
- Ungerska ligan: 1958

Budapest Honvéd
- Ungerska cupen: 1964

Ungerns landslag
- EM-brons: 1964